# I Can’t Breathe (песня H.E.R.)
I Can’t Breathe (в переводе с англ. — «Я не могу дышать») — песня американской певицы и автора песен H.E.R. (Габриэлла Уилсон), посвящённая памяти убитого афроамериканца Джорджа Флойда. Релиз прошёл 19 июня 2020 на лейбле RCA. Песня достигла двадцатого места в соул-чарте Hot R&B Songs журнала Billboard и получила несколько наград, включая Грэмми в категории Песня года.

## История
Песня посвящена памяти 46-летнего афроамериканца Джорджа Флойда, убитого полицейскими в 2020 году и последние слова которого были «I Can’t Breathe» («Я не могу дышать»). Это привело к массовым протестам против расизма и полицейского насилия по всей Америке. Певица на церемонии вручения её премии Грэмми заявила: «Я хочу поговорить о той боли, которую испытывают только чернокожие».

## Отзывы

### Награды и номинации
На 63-й церемонии «Грэмми», песня «I Can’t Breathe» выиграла награду в категории Песня года; это стало первой победой для H.E.R и второй здесь номинированной песней после трека «Hard Place» (2020).
| Год  | Организация             | Награда                                              | Результат | Ссылка |
| ---- | ----------------------- | ---------------------------------------------------- | --------- | ------ |
| 2020 | MTV Video Music Awards  | Video For Good                                       | Победа    | [ 6 ]  |
| 2020 | MTV Europe Music Awards | Video for Good                                       | Победа    | [ 7 ]  |
| 2020 | Soul Train Music Awards | The Ashford and Simpson Songwriter of the Year Award | Победа    | [ 8 ]  |
| 2021 | Grammy Awards           | Song of the Year                                     | Победа    | [ 5 ]  |

## Чарты
| Чарт (2020)                                     | Высшая позиция |
| ----------------------------------------------- | -------------- |
| США (Hot R&B Songs, Billboard)                  | 20             |
| США (Digital Song Sales, Billboard)             | 26             |
| США (R&B Digital Song Sales, Billboard)         | 4              |
| США (R&B/Hip-Hop Digital Song Sales, Billboard) | 8              |